# Salix delnortensis
Salix delnortensis — вид квіткових рослин із родини вербових (Salicaceae).

## Морфологічна характеристика

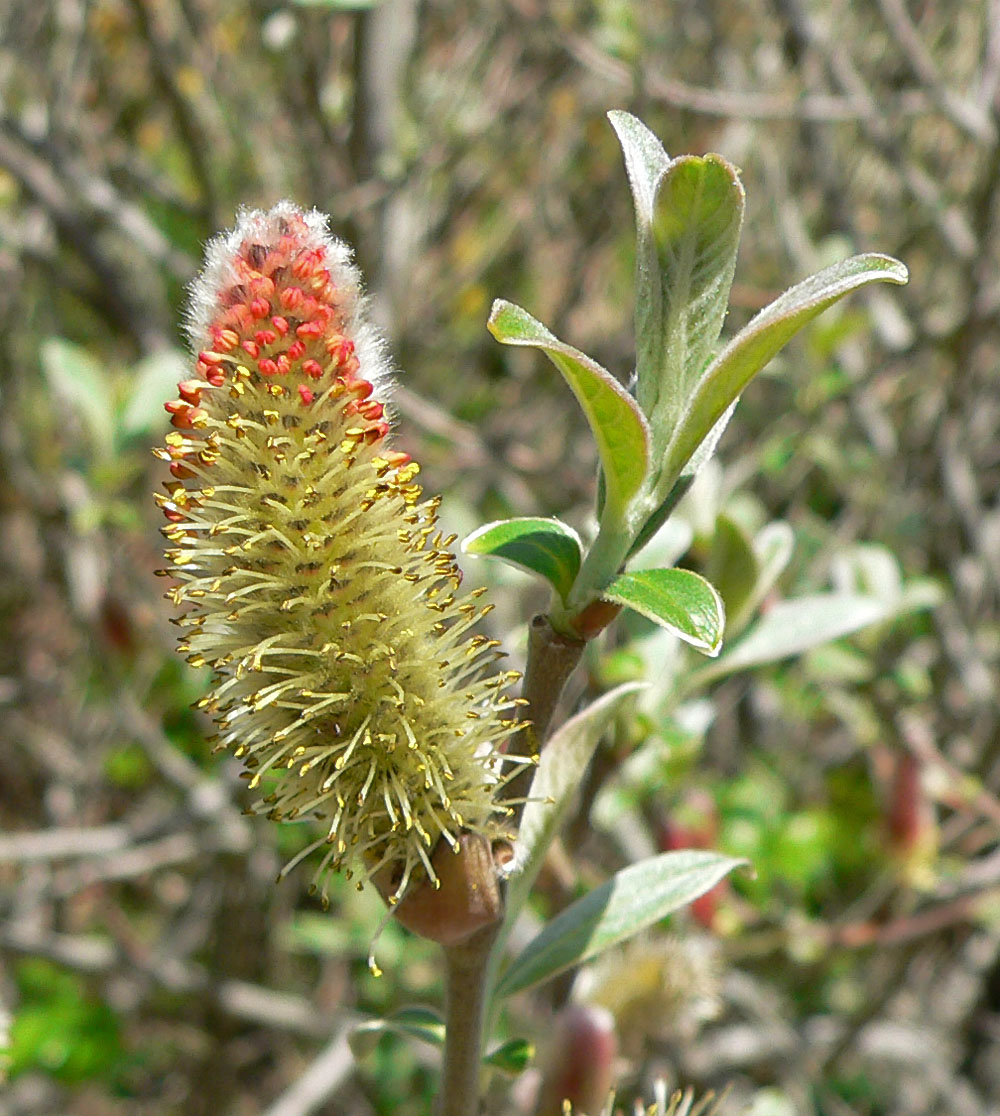

Це кущ 1–2 метри заввишки (іноді утворює клони дробленням стебла). Гілки (дуже крихкі біля основи), червоно-коричневі, не сизі, від запушених до майже голих; гілочки червоно-бурі або жовто-бурі, густо оксамитові. Листки на 6–16 мм ніжках; найбільша листкова пластина еліптична або обернено-яйцеподібна, 53–102 × 29–54 мм; краї вигнуті, цілі; верхівка опукла, заокруглена чи гостра; абаксіальна поверхня (низ) сірувата (іноді прикрита волосками), від щільно до рідко оксамитової; адаксіальна — тьмяна, розріджено-повстяна чи коротко-шовковиста; молода пластинка зелена, дуже густо оксамитова чи довго-шовковиста абаксіально, волоски білі чи сірі. Сережки квітнуть до появи листя; тичинкові 25–30 × 6–13 мм; маточкові 17–53 × 6–8 мм. Коробочка 4 мм.

## Середовище проживання
США (Каліфорнія, Орегон). Населяє береги струмків, гравійні до валунних субстратів, серпантинні ґрунти; 90–500 метрів.